# San Marcello Pistoiese

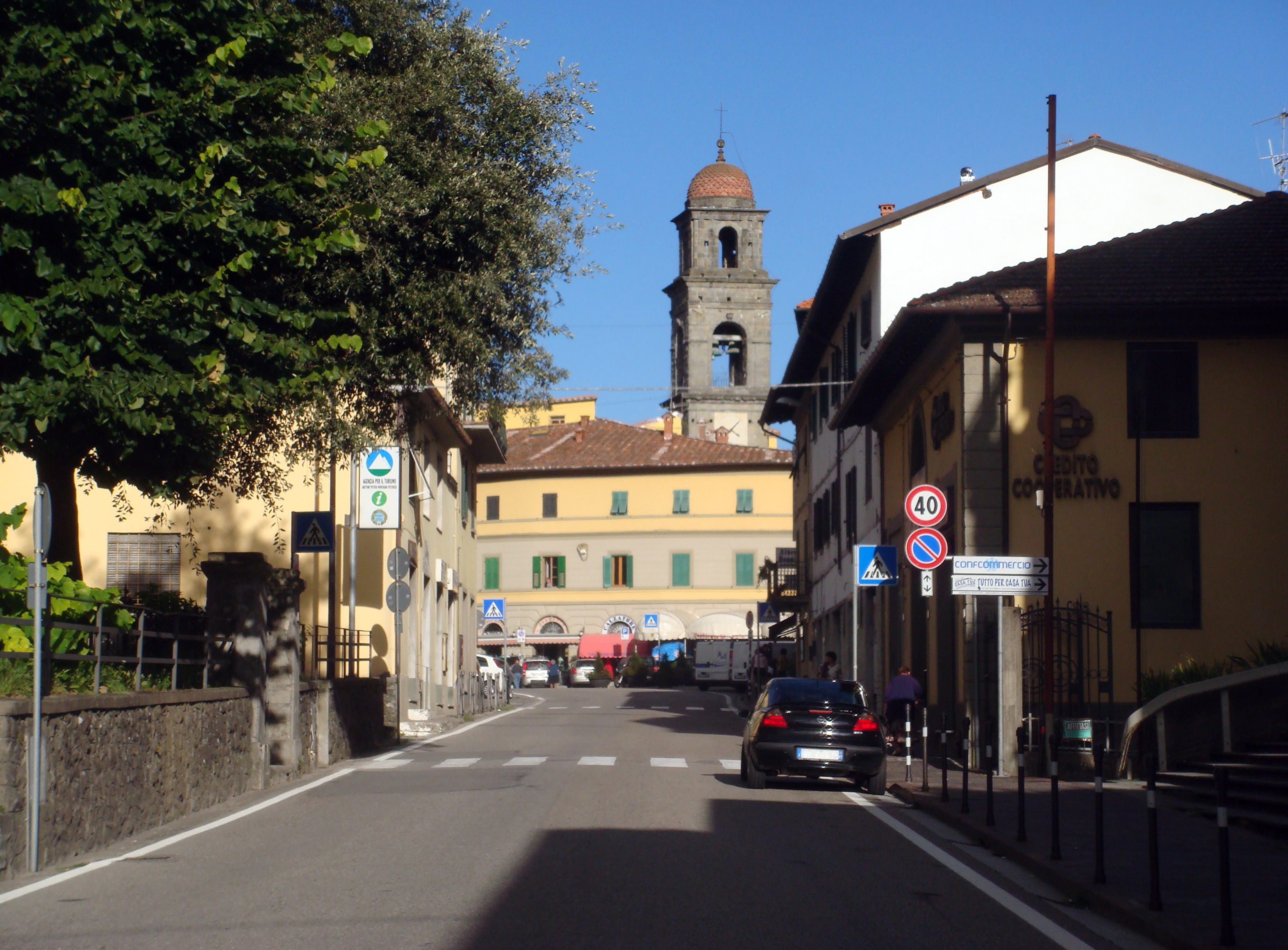
Centrum van San Marcello Pistoiese

San Marcello Pistoiese is een gemeente in de Italiaanse provincie Pistoia (regio Toscane) en telt 6998 inwoners (31-12-2004). De oppervlakte bedraagt 84,7 km², de bevolkingsdichtheid is 83 inwoners per km².
De volgende frazioni maken deel uit van de gemeente: Bardalone, Campotizzoro, Gavinana, Maresca, Pontepetri.

## Demografie
San Marcello Pistoiese telt ongeveer 3326 huishoudens. Het aantal inwoners daalde in de periode 1991-2001 met 7,2% volgens cijfers uit de tienjaarlijkse volkstellingen van ISTAT.
| Jaar | Inwoneraantal |
| ---- | ------------- |
| 1991 | 7698          |
| 2001 | 7142          |

## Geografie
De gemeente ligt op ongeveer 623 m boven zeeniveau.
San Marcello Pistoiese grenst aan de volgende gemeenten: Cutigliano, Fanano (MO), Lizzano in Belvedere (BO), Pistoia, Piteglio.